# Ehrharta thomsonii
Ehrharta thomsonii är en gräsart som beskrevs av Donald Petrie. Ehrharta thomsonii ingår i släktet Ehrharta och familjen gräs. Inga underarter finns listade i Catalogue of Life.